# 杨忠 (明朝宦官)
杨忠（1411年—1478年），字德遵，安南人，成化时南京内官监左少监。

## 生平
永乐九年（1411），出生。
永乐十九年（1421年），被选入内廷，侍奉朱棣。
洪熙时期，受命从学于翰林。
宣德时期，任奉御。
正统时期，掌内务。
景泰年间，调往南京尚膳监。
成化九年（1473年），升任南京内官监左监丞，继续掌管孝陵神宫监的事务。
成化十三年（1477年），升任南京内官监左少监。
成化十四年（1478年），去世，享年68岁。

## 亲属
- 杨福成（侄）